# Cantó de Mâcon-Nord
El cantó de Mâcon-Nord és un cantó francès del departament de Saona i Loira, situat al districte de Mâcon. Té 13 municipis i part del de Mâcon.

## Municipis
- Berzé-la-Ville
- Charbonnières
- Chevagny-les-Chevrières
- Hurigny
- Igé
- Laizé
- Mâcon (part)
- Milly-Lamartine
- La Roche-Vineuse
- Saint-Martin-Belle-Roche
- Sancé
- Senozan
- Sologny
- Verzé

## Història
| Data d'elecció                           | Identitat              | Partit                                             | Qualitat |
| ---------------------------------------- | ---------------------- | -------------------------------------------------- | -------- |
| 1945-19..                                | Louis Simonet          | PCF                                                |          |
| 19..-1951                                | Louis Escande          | SFIO                                               |          |
| 1951-1958                                | Louis Simonet          | PCF                                                |          |
| 1958-1976                                | Louis Escande          | SFIO, després divers gauche, després divers droite |          |
| 1976-1988                                | Michel-Antoine Rognard | PS                                                 |          |
| 1988-1994                                | Hervé Joubert          | PS, després divers gauche                          |          |
| 1994-2008                                | Jacqueline Falconnet   | RPR                                                |          |
| 2008-                                    | Gérard Colon           | UMP                                                |          |
| les dades anteriors no són pas conegudes |                        |                                                    |          |
|                                          |                        |                                                    |          |